# بيوري أو بويس
بيوري أو بويس (بالفرنسية: Buire-au-Bois)‏ هي بلدية تقع في إقليم باد كاليه من منطقة نور با دو كاليه في شمال فرنسا. تبلغ مساحة هذه المدينة 11.81 (كم²)، وترتفع عن سطح البحر 75 م، يبلغ عدد سكانها 211 نسمة حسب إحصاء المعهد الوطني للإحصاء والدراسات الاقتصادية سنة 2009 م. وترأس Marie-José Dubois البلدية خلال فترة (2008-2014).